# Jonglierconvention
Eine Jonglierconvention ist ein organisiertes Treffen vieler Jongleure. Die meisten Conventions finden am Wochenende statt, in Deutschland etwa 30 im Jahr. Darüber hinaus gibt es einige größere, längere Veranstaltungen wie die BJC in Großbritannien und das IJA Festival in den USA. Die weltweit größte Convention ist die Europäische Jonglierconvention (EJC), die seit 1978 jedes Jahr in einem anderen europäischen Land stattfindet und einige Tausend Teilnehmer hat.
Jonglierconventions werden in der Regel von Amateuren selbst organisiert und leben von der Mithilfe der Teilnehmer. Viele erfolgreiche Conventions werden jährlich wiederholt, in Deutschland etwa die Veranstaltungen in Berlin, Karlsruhe und Dresden.
Neben dem freien Jonglieren ist der Erfahrungsaustausch im Rahmen von Workshops fester Bestandteil jeder Jonglierconvention. Die meisten Workshops werden von Teilnehmern selbst veranstaltet – oft entsteht die Idee dazu erst im Laufe der Convention. Gerade auf großen Veranstaltungen gibt es aber auch vorher angekündigte Workshops, mit denen die Veranstalter werben.
Je nach Größe der Convention gibt es eine oder mehrere Shows. Während auf kleinen Conventions oft nur Teilnehmer auf einer Open Stage („Offenen Bühne“) auftreten, treten auf größeren Treffen bezahlte Künstler im Rahmen einer großen Gala auf. Darüber hinaus gibt es verschiedenste Showformate, beispielsweise die allabendliche Renegade auf der EJC, bei der spät nachts jeder spontan auftreten kann und sich das Publikum rege und oft auf vulgäre Weise beteiligt.
Ein weiterer Höhepunkt der meisten Conventions sind die Jonglierspiele. Traditionell gibt es hier Ausdauerwettbewerbe und Combat, bei dem Teilnehmer drei Keulen jonglieren und fast jedes Mittel erlaubt ist, um als letzter noch zu jonglieren und so zu gewinnen. Außerdem denken sich die Organisatoren jeder Spiele neue, oft alberne Spiele aus. Bei genügend Platz wird von den Teilnehmern oft spontan während der gesamten Zeit Volleyclub gespielt.
Die großen, überregionalen Treffen veranstalten oft eine Parade durch den Veranstaltungsort. Manche Teilnehmer bringen dazu ein eigenes Kostüm zur Convention, einige gehen auf Stelzen oder fahren Einrad.